# Afërdita Veveçka Priftaj
Afërdita Veveçka Priftaj (21 janvier 1948 - 4 juillet 2017) est une physicienne albanaise, agrégée de l'Académie des sciences d'Albanie et professeur à l'Université polytechnique de Tirana. Ses recherches sont centrées sur les métaux, leur microstructure et leurs propriétés mécaniques ainsi que les effets de la déformation plastique sévère sur le nanocristal.

## Jeunesse
Veveçka naît le 21 janvier 1948 à Berat, en Albanie. Élevée dans une famille d'intellectuels, elle termine ses études en physique à l'Université de Tirana en 1970. Nommée enseignante à la faculté de physique, elle poursuit ses études et obtient un doctorat en 1982, avec la thèse Studimi i ndryshimeve strukturore të aluminit dhe lidhjeve të tij, gjatë përpunimit termik e plastik, me anë të mikroskopisë elektronike (Étude des changements structurels de l'aluminium et de ses alliages, lors du traitement thermique et plastique, au moyen de la microscopie électronique).

## Carrière
En 1990, Veveçka est professeur de physique à l'Université polytechnique de Tirana. Quatre ans plus tard, elle est promue professeure agrégée et, en 1999, professeure titulaire. Son enseignement et ses recherches sont axés sur la science des matériaux, en particulier leur microstructure et leurs propriétés mécaniques. Poursuivant ses propres études à l'Université de Californie du Sud à Los Angeles (1993), à l'Université de Cambridge (1994), au KTH Royal Institute of Technology (1997–1998) et à l'Université de Stavanger (2003), ainsi que dans d'autres universités en Allemagne, en Irlande, en Italie et en Pologne, Veveçka continue ses recherches sur les effets d'une déformation plastique sévère sur les matériaux nanocristallins,. Elle coordonne des projets scientifiques pour le programme national de recherche et développement, participant à des projets de recherche conjoints entre l'Albanie et d'autres pays, tels que l'Autriche, la Grèce, l'Italie et la Slovénie. Parmi les projets qu'elle a menés figurent l'étude albano-grecque des objets en cuivre préhistoriques d'Albanie et de Grèce et l'étude albano-italienne Affinage de la granulométrie de l'alliage métallique par pressage angulaire à canal égal.
Entre 1995 et 2004, elle est rédactrice en chef de la revue Materials Science and Engineering A,. En 2008, elle est élue agrégée de l'Académie des sciences d'Albanie et devient rédactrice en chef du journal de l'Académie, Journal of Natural and Technical Sciences. En 2012, elle est sélectionnée comme l'une des experts évaluant les critères des activités lors de la 6e session du programme de mobilité transeuropéenne pour les études universitaires de l'Union européenne (TEMPUS).
Veveçka décède le 4 juillet 2017 à Vienne, en Autriche, des suites d'une grave maladie.